# OTRAG
OTRAG signifiant « Société anonyme de lanceur et de transport orbital » (en allemand : Orbital Transport - und Raketen - Aktiengesellschaft) est une entreprise allemande de l'industrie spatiale créée en 1975 et disparue en 1987, fondée par Lutz Kayser. OTRAG fut dans les années 1970-1980 la première entreprise privée à tenter de concevoir des lanceurs spatiaux.

## Histoire du projet
Après 1945, si les recherches et les essais de propulseur sont possibles, il est désormais impossible de lancer des fusées en Allemagne pour des raisons politiques, ainsi qu'à cause de la densité de population. Le statut d'occupation du pays lui interdit de produire des écoulements supersoniques. Le pays n'est alors autorisé qu'à construire des engins partiels, comme l'étage supérieur d'une fusée. Les spécialistes allemands sont alors parfois recrutés à l'étranger, comme en Égypte dans les années 1960.
Le pionnier autrichien de l'aéronautique, l'ingénieur Eugen Sänger, travaille à l'institut de physique de l'Université de Stuttgart (Forschunginstitut für Physik der Strahlantribe e.V). Il est notamment expert de la physique de la propulsion à réaction et conçoit la possibilité de mettre en orbite des satellites artificiels en les lançant à 28 000 km/h. Cette idée inspire l'étudiant Lutz Kayser qui réunit alors avec d'autres étudiants le Groupe de travail pour la technologie des fusées et l’espace (Arbeitsgemeinschaft für Raketentechnik und Raumfahrt) avec lequel ils entreprennent sur leur temps libre des recherches avec le matériel de leur école. Grâce à une autorisation spéciale des forces d'occupation américaine, ils expérimentent notamment des petits moteurs de fusée à propergol liquide.
En 1970, son groupe de travail reçoit une bourse du ministère de l'économie et recrute les ingénieurs de la NASA Jack Fryday et Pete Janak. Wernher von Braun fut momentanément membre associé de l'entreprise après la prise de sa retraite de la NASA, puis remplacé par Kurt Debus.
Le but de Kayser est de concevoir un engin en limitant au maximum les coûts (il évoque un coût d'environ 20 millions d'euros par lancement) afin de permettre le développement d'une industrie de masse. Pour limiter, ils réutilisent des pièces déjà existantes, dans l'industrie automobile notamment. Les premiers tests de moteur ont lieu dans les années 1970 à l'institut de propulsion spatiale de Lampoldshausen. L'OTRAG développe alors plusieurs innovations : 
- une propulsion basée sur 36 moteurs indépendants permettant de corriger l'orientation de la fusée par allumage sélectif. Les premiers essais sont faits sur des moteurs d'abord alimentés en oxygène liquide et en hydrogène liquide ;
- une technologie permettant de tirer un rendement élevé du carburant à base de fioul et du comburant composé d'acide nitrique ;
- L'Université de Stuttgart possède alors un Univac 1108, le plus grand calculateur en Allemagne qui permet de développer les premiers programmes informatiques permettant le décollage et le vol des lanceurs.

La fusée de la société OTRAG, de conception modulaire, constituait une alternative peu coûteuse aux lanceurs existants. L'unité de base (Common Rocket Propulsion Units), de conception simplifiée au maximum, doit pouvoir être montée « en parallèle » autant de fois que nécessaire, comme les tuyaux d'un orgue. Après plusieurs essais au Centre de lancement Kapani Tonneo, au Katanga (à l'époque dénommé Shaba), au Zaïre, puis en Libye, le projet est abandonné. Le soutien de l'administration allemande est retiré à l'entreprise en 1979 par Helmut Schmidt.
Entre 1975 et la cessation complète de ses activités en 1987, OTRAG aura déboursé 200 millions de dollars américains pour son projet de fusée civile, sans avoir pu mettre un seul satellite en orbite.

### Financements
Dans un premier temps, Lutz Kayser utilise le matériel mis à disposition des étudiants par l'Université de Stuttgart.
En 1970, le programme européen ELDO (franco-anglo-allemand) tente un lancement de fusée à Woomera en Australie, mais sans succès. Le ministre de l'économie allemand, qui avait investi 2,5 milliards de Deutsche Mark dans ELDO, demande s'il n'existe un moyen moins onéreux d'aller dans l'espace. Dans cette perspective, il accorde une bourse de recherche de 3,5 millions de DM au groupe de Kayser.
À partir de 1972, l'Europe investit dans le développement de l'agence spatiale européenne. En 1973, les financements à son groupe de travail sont stoppés. Kayser crée une société anonyme afin de pouvoir continuer son travail. Il la baptise OTRAG.
À partir de 1974, Lutz Kayser, soutenu par le ministère de la recherche et de la technologie allemand, négocie des avantages fiscaux pour ses investisseurs auprès de l'administration des impôts. Les investisseurs de l'OTRAG ont droit à d'importantes déductions fiscales. Un millier d'actionnaires défiscalisent ainsi 100 millions de DM. De plus toutes les pertes sont garanties jusqu'à concurrence de 260 % avec l'accord des services fiscaux du Land de Hesse. Grâce à ces investissements, l'entreprise devient propriétaire de sa propre flotte d'avions dénommée ORAS (Otrag Range Air Service) qui lui permet de poursuivre son travail avec hommes et matériel à l'étranger. Car les autres compagnies aériennes refusent le transport de l'acide nitrique.

## L'OTRAG au Zaïre (1976-1979)
Lors d'un voyage en avion, Kayzer et Wukasch rencontrent Frederic Weymar, l'un des organisateurs du combat de boxe entre Mohamed Ali et George Foreman au Zaïre, qui les met en relation avec le président Mobutu Sese Seko.

### Accords
En date du 26 mars 1976, fut signé un protocole entre le président zaïrois Mobutu et le fondateur de la société OTRAG, Lutz Kayzer, afin de créer une base de développement et de lancement de fusées et de satellites dans la province du Shaba, au Zaïre.
Selon l'accord conclu entre les parties, il fut notamment établi que la société aurait,,,:
- le Centre de lancement Kapani Tonneo, une concession d'un terrain d'opération[11] d'une superficie estimée à 100 000 km2 pour une durée de 50 ans. (Un peu moins grand que la R.D.A.; contre 331 km2 pour Cap Canaveral en Floride) située au sud-ouest de la ville de Kalemie, dans le nord de la région du Shaba.
- toute la latitude de procéder à des travaux, d'acheminer du matériel et de développer son programme sans demande d'autorisation préalable ;
- la jouissance pleine et entière de l'espace aérien au-dessus du site d'accueil du programme balistique ;
- le bénéfice d'une immunité similaire au statut diplomatique pour ses employés ;
- une protection spéciale fournie par les services de sécurité zaïrois ;
- une garantie de confidentialité des activités par l'interdiction de couverture médiatique sans autorisation préalable.

En contrepartie de ces clauses très importantes, le groupe OTRAG s'était engagé entre autres à :
- fournir une allocation annuelle de 50 millions de DM aux caisses de l'État après le premier lancement commercial[5],[9] ;
- mettre gratuitement sur orbite le premier satellite expérimental zaïrois ;
- fournir une offre de prix concurrentielle pour le lancement d'un satellite artificiel de télécommunications ;
- recruter et former de la main-d'œuvre locale afin de renforcer le corps scientifique.

### Aménagement
Ils décident d'installer le site de lancement sur un large promontoire situé au bord de la rivière Luvua, au lieu-dit Kapanitono. L'endroit jouit d'un climat plus tempéré qu'en plaine et permet d'éviter les marécages. Là, ils construisent une piste d'atterrissage de 4 km indiqué comme "aéroport de Luvua".

### Lancements
Les essais débutèrent le 17 mai 1977 avec le lancement avec succès d'une fusée de 6 mètres de haut, et d'une charge utile d'une tonne qui atteignit une altitude de 12 kilomètres. Inspiré par les noms des fusées américaines, Kayser propose de les appeler de l'acronyme W.O.T.A.N. pour "Porteur orbital économique de toute charge" mais l'équipe craint la signification trop "nordique". Les fusées ne sont finalement pas nommées.
Ce tir fut suivi de deux nouveaux essais, respectivement aux mois de mai et de juin 1978, d'abord le lancement d'un engin qui atteignit l'altitude de 9 kilomètres puis d'un autre qui s'écrasa après le décollage.

### Réactions internationales
Les Etats-Unis diffusent des images du lancement au ralenti, ce qui donne un aspect menaçant à la fusée. Le but de Kayser, de permettre à tous les pays d'envoyer des satellites dans l'espace n'est pas du goût de tous. L'URSS envoie immédiatement deux satellites d'observation, Cosmos 922 et 932, passant au-dessus de la zone de lancement. La France voit l'apparition d'un concurrent au lanceur Ariane d'un mauvais œil. Berlin-Est se joint à eux pour critiquer le développement d'une technologie balistique allemande.
En mars 1978, le journaliste Tad Schultz publie dans le magazine Penthouse l'article « Un programme secret au cœur de l’Afrique » (Germany's supersecret missiles exposed) prétendant que l'Allemagne préparerait des missiles V2.
Alors qu'à cause de l'instabilité de l'acide nitrique, le temps de préparation du comburant de la fusée ne répond pas aux contraintes de rapidité d'une utilisation militaire.
En mai 1978, lors de la bataille de Kolwezi, une rébellion armée se constitue avec l'objectif indirect de prendre le site de lancement.

### Fin du projet zaïrois
Mis sous pression par une partie de ses alliés occidentaux, par l'URSS de Léonid Brejnev, par ses voisins et, d'une certaine manière, par le rapport entre le coût politique et les résultats technologiques engrangés (trois essais expérimentaux entre 1976 et 1979), le président Mobutu mit fin à l'aventure en 1979.
L'échec du programme balistique zaïrois n'a pas pour autant mis un terme à la contribution de ce pays à la conquête de l'espace puisque l'aéroport international de Ndjili, à Kinshasa, fait partie de la liste des pistes de secours utilisables pour les navettes spatiales américaines.
Il se pourrait également que le projet ait suscité les ambitions aéronautiques à l'origine du projet Troposphère. 

### Motivations de Mobutu
Malgré certaines critiques émises sur les largesses du partenariat, jugées trop défavorables aux intérêts du Zaïre ou tout simplement illégales (non-respect des lois foncières), ce programme balistique était directement soutenu par le président Mobutu dans son aspiration à bâtir un centre spatial africain. En effet, le projet présentait des intérêts multiples : la position géographique du pas de tir, proche de l'équateur et favorable à l'envoi d'engins spatiaux, et l'association à un promoteur de lanceurs à moindres coûts ouvraient la possibilité d'une alternative commerciale « low cost » aux États-Unis, à l'URSS et au centre spatial guyanais ; il aurait à s'inscrire dans la logique des grands travaux de relance socio-économique du « Plan Mobutu » initié en 1977, ; il aurait permis de renforcer l'image internationale du Zaïre et de son régime.

### Essais
Toutefois, l'envoi d'engins dans l'espace était encore au stade expérimental lorsque ladite convention fut signée. Outre les aménagements très importants nécessaires pour le lieu d'accueil au Shaba, un promontoire situé à 1 300 mètres d'altitude avec une piste d'atterrissage pour les avions cargo Argosy, la technologie OTRAG devait être encore mise au point avant de pouvoir procéder aux premiers essais réels.
Le troisième essai de juin 1978 était constitué d'un engin qui atteignit l'altitude de 150 kilomètres et d'un lanceur qui manqua ses objectifs pour s'écraser peu après le décollage. Cet échec devant un parterre de personnalités où était également présent le président Mobutu fut le dernier des tirs opérés par OTRAG au Zaïre.
En effet, en 1979, le contrat de partenariat fut révoqué par le chef de l'État.

### Les causes de l'échec
Lancé trois ans plus tôt, le programme d'OTRAG fut un échec pour les deux parties : d'une part, la base d'un centre spatial africain et le projet d'un réseau de télécommunications géré par un satellite national étaient abandonnés et, d'autre part, les techniques d'amélioration de vol de la société ouest-allemande étaient gelées à défaut d'un environnement d'accueil. En 1980, le partenariat fut définitivement enterré lorsque OTRAG déplaça ses activités en Libye,,. 
Plusieurs raisons expliquent l'arrêt inopiné du programme OTRAG :
- Dans le contexte de la guerre froide et des jeux d'alliances en Afrique, Dar-es-Salam a laissé entendre qu'il pourrait s'agir d'un programme militaire, ce qui a amené l'URSS à faire pression sur Kinshasa pour qu'elle renonce à ce site de lancement de fusées. Moscou craignait l'ouverture d'une boîte de Pandore avec des engins à longue portée qui pourraient être déviés vers des fonctions militaires, notamment contre ses alliés (Angola et République populaire du Congo). En outre, le régime soviétique craignait de voir se développer, de façon déguisée au Zaïre, une technologie de fusée militaire de longue portée par l'Allemagne de l'Ouest[11],[12],[21],[22],[23].
- Soumis aux pressions de Moscou (Brejnev en visite à Bonn en mai 1978) quant aux activités de l'OTRAG, le gouvernement de l'Allemagne de l'Ouest était également aux prises avec la France. Pour cause, les deux pays étaient partenaires dans le développement de la fusée Ariane. Or l'avenir de cette dernière était susceptible d'être handicapé si l'hypothèse du succès des tirs au Zaïre était confirmée (le projet de la société ouest-allemande était de pouvoir fournir un accès à l'espace à moindres coûts, en ciblant particulièrement les besoins des pays du Tiers-monde)[17],[12].
- Malgré les démentis officiels et formels quant aux rumeurs sur l'objectif militaire du programme, un certain nombre de pays africains craignaient que les fusées profitent à la mise en œuvre ultérieure d'un système de défense de l'Afrique du Sud et ce, face aux voisins qui soutenaient la lutte contre le régime d'apartheid[24].
- En mai 1978 a eu lieu la bataille de Kolwezi au Shaba. Le 13 mai 1978, les soldats du Front national pour la libération du Congo (FNLC), en provenance d'Angola et soutenus par Cuba, voire par l'Allemagne de l'Est, ont pris possession de la ville. Après trois jours de combat, les cadres cubains et est-allemands ont mystérieusement disparu de la ville en la laissant entièrement aux mains des rebelles katangais. Certaines sources prétendent que la prise de Kolwezi par les soldats du FNLC n'était qu'un objectif intermédiaire, le principal étant la prise de la base d'OTRAG. À la suite de ces événements, les puissances occidentales auraient incité le maréchal Mobutu à mettre fin au projet OTRAG sur son territoire[25].

## L'OTRAG en Libye
Après l'échec de l'entreprise au Zaïre, Lutz Kayser cherche une nouvelle base de lancement. Il prospecte notamment aux Philippines et en Australie tandis que le numéro 2 de l'entreprise, Frank Wukasch prospecte au Brésil et en Argentine. Mais l'échec du projet zaïrois effraie les chancelleries, qui craignent la prolifération de technologies militaires.
Les perspectives militaires du projet séduisent néanmoins la Libye où l'OTRAG s'installe dans les années 1980. Les ingénieurs s'installent dans des maisons préfabriquées dans l'oasis de Sebha avec l'objectif affiché d'éviter les risques d'accident grâce à l'environnement désertique du Sahara. Le site de lancement est maquillé en exploitation fruitière.
Le 1er mars 1981, le premier lancement libyen d'une fusée de 12 mètres a lieu et est une réussite.
Les pays occidentaux s'inquiètent d'une possible utilisation militaire ou à des fins de chantage tandis qu'un colonel de l'armée libyenne est nommé à la tête du projet. Cela provoque des dissensions au sein de l'entreprise : la moitié du personnel allemand rentre en Europe. Les essais suivants abandonnent la fusée-porteuse au profit de lancements à partir d'un conteneur. Le taux de réussite des lancements est d'environ 70 % selon l'ingénieur du projet Christoph Gleich, mais les missiles ne peuvent pas être pilotés avec précision et ne se prêtent donc pas à une utilisation militaire. Selon l'historien spécialiste du renseignement allemand Bodo Hechelhammer, en 1984 onze tirs d'essais libyens ont eu lieu, pour la majorité ratés.
Le 15 avril 1986, lors de l'Opération El Dorado Canyon, des bombardiers américains pilonnent Tripoli et le quartier général de Khadafi, en représailles à l'activité terroriste du régime.

## L'OTRAG en Suède
Après un passage en Libye, la société ouest-allemande s'installa brièvement en Suède où, en 1983, elle procéda à son dernier tir, marqué du sceau de l'échec, vers l'espace depuis la base de lancement d'Esrange.

## Filmographie
- 2018: Une fusée pour Mobutu[28] (Fly Rocket Fly[29]) de Oliver Schwehm[30]